# Go' morgen Morgen
Go' morgen Morgen er en dansk børnefilm fra 1982, der er instrueret af Ulla Raben efter eget manuskript.

## Handling
En novellefilm for børn, der fortæller om en hverdagsmorgens forløb for den 6-årige Berit, som bor i en lejlighed i et forstadsmiljø. Berit vågner, står op, leger med sin kat, tager sig god tid. Hun får et knus af sin far og spørger ham, om hun må komme med ham på arbejde. Det kan ikke lade sig gøre, ligesom moderen ikke kan lave torsdag om til lørdag og holde fri med Berit... Filmen skildrer roligt og udramatisk barnets - og de voksnes - reaktioner på disse og andre almindelige morgensituationer. Berits given sig hen i leg, iagttagelser og ønsker sættes i kontrast til urets og arbejdslivets krav på praktisk tilpasning.